# 栗子トンネル (東北中央自動車道)
栗子トンネル（くりこトンネル）は、福島県福島市と山形県米沢市の県境にある栗子峠の下を通る東北中央自動車道のトンネルである。全長8,972メートル (m) で、2017年（平成29年）11月4日に開通した。

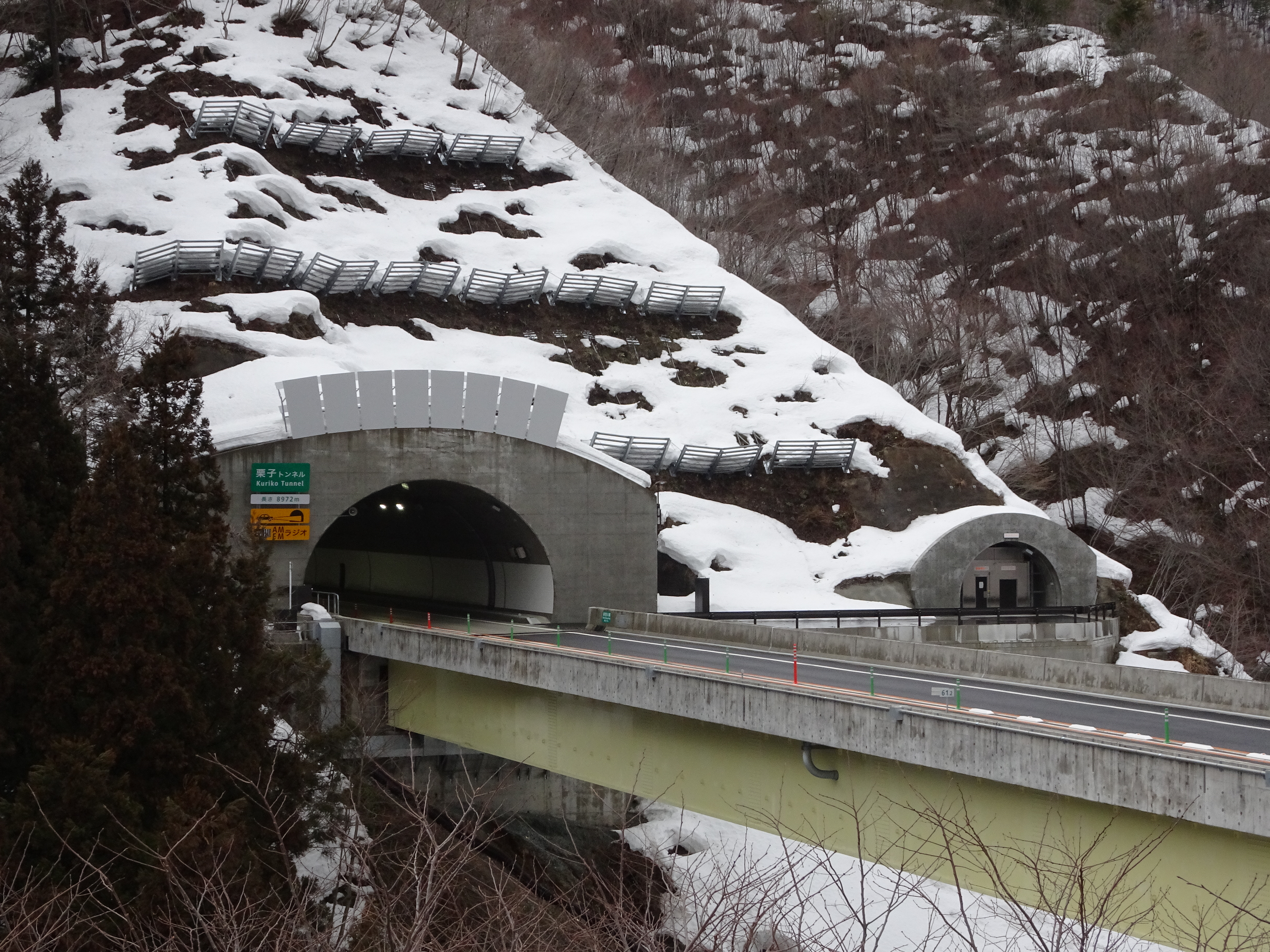
福島側坑口

## 概要
同トンネルを含む区間は1999年（平成11年）、東北中央自動車道 福島 - 米沢間にて施工命令が下りたことに伴い事業化。施工命令が下りる前の整備計画区間に指定されていた段階では、同トンネルを含む県境付近は現在よりもやや南側を通るルートで計画が進んでいたが、比較的高低差があり冬期間の維持管理や安全面に対して懸念があったため、高低差を抑える代わりに約9キロメートル (km) に及ぶ長大トンネルを掘削する現在のルートに変更され、2017年（平成29年）11月4日15時に開通した。
2002年（平成14年）の建設開始当初は日本道路公団によって事業が進められていたが、2003年（平成15年）度に同トンネルを含む区間が新直轄方式となり、それに伴い国土交通省 東北地方整備局 山形河川国道事務所および福島河川国道事務所に事業主体が移管された。
同トンネルの南側に並行する国道13号の栗子峠は急勾配や急カーブが連続し、冬期間は降雪量が多いため通行止や大型車の立往生が起きやすく、本トンネルを含めた東北中央自動車道の併用によって、冬期間でも安定した通行が確保された。
本トンネルは日本の道路トンネルの長さ5位で、東北地方では最長のトンネルである。また、新直轄方式であるため無料供用であり、無料の道路トンネルとしてはあつみトンネルや寒風山トンネルを抜いて日本一である。なお、トンネル延長が5,000mを超えているため、道路法の規定により危険物積載車両はこのトンネルを通行できない。また、金属製タイヤチェーンを装着した車両は、走行中にチェーンが切れ事故を誘発する恐れがあるため、通行が禁止されている。このためスタッドレスタイヤを使用するか、トンネル部の福島県側にある大滝チェーン着脱場、山形県側にある刈安チェーン着脱場でチェーンの着脱作業を行う必要がある。
非常時の進入規制のためトンネル前後にトンネル用信号機が設置されている。本トンネルは約9kmに及ぶ長大トンネルのため、壁面は白色タイル貼りとなっており、タイル面には出口までの距離を1kmごとに表示してあるほか、電光掲示板による残距離表示もされている他福島県、山形県の県境を示すパネルが設置され、心理的圧迫感を軽減している。
前述の通り長大トンネルのため、本坑に並行して避難坑が、また換気用のトンネルである換気坑が設置されている。なお、避難坑の建設には福島県側をトンネルボーリングマシン (TBM) を用いて掘削した。
福島県側は、1.26%、山形県側は、0.5%の勾配になっている。

## 歴史
- 2002年（平成14年） : 工事着手。
- 2008年（平成20年）12月 : 避難坑貫通。
- 2014年（平成26年）3月22日 : 本坑貫通[13][14]。
- 2015年（平成27年）3月 : 本坑完成。
- 2017年（平成29年）11月4日 : 福島大笹生IC - 米沢北IC間開通に伴い供用開始[6]。

## 隣
E13 東北中央自動車道
(7) 福島大笹生IC - 栗子トンネル - (8) 米沢八幡原IC